# Veronica beccabunga
El creixen de cavall (Veronica beccabunga) és una planta del gènere Veronica, de la família de les plantaginàcies. És originària d'Europa i el nord d'Àfrica. S'utilitza com a planta medicinal com a antiescorbútica i diürètica.

## Descripció
És una espècie perenne, glabra, un xic suculenta, pròpia de llocs molt humits, amb tiges reptants que arrelen en els nusos, de fulles gruixudes, arrodonides a oblongues, peciolades. Flors blau pàl·lid a fosc, 5-7 mm de diàmetre, en inflorescències espiciformes que surten de les axil·les de les fulles superiors. Floreix a la primavera i estiu.

## Hàbitat
Habita en séquies, fonts, rierols, i prats entollats, de vegades amb certa influència nitròfila.

## Distribució
A tot Europa i al nord d'Àfrica. Als Països Catalans viu preferentment a l'estatge montà on pot ser comuna, pujant cap al Pirineu i davallant cap a indrets amb clima mediterrani, fent-se cada cop més rara cap a algunes localitats del País Valencià i les Illes Balears.

## Usos
Culpeper diu "Els créixens i la verònica aquàtica s'usen conjuntament en les dietes de beguda amb altres coses que serveixen per a purgar la sang i el cos de tots les humors insanes que podrien destruir la salut, essent a més útil per a l'escorbut. Tot això provoca l'orina i trenca les pedres, ajuda al fet que passin cap avall. Si es fregeixen amb mantega i vinagre i s'aplica calent, ajuda a tota sort de tumors, inflors i inflamacions".